# بخش پالاکاد
بخش پالاکاد (به انگلیسی: Palakkad district) یک بخش در هند است که در کرالا واقع شده‌است. بخش پالاکاد ۴٬۴۷۸ کیلومتر مربع مساحت و ۲٬۸۱۰٬۸۹۲ نفر جمعیت دارد.